# Теофрастовые
Теофрастовые (лат. Theophrastoideae) — подсемейство двудольных растений в составе семейства Первоцветные (Primulaceae).

## Описание
Древесные растения. Представители родов клавиха и теофраста — невысокие деревца или кустарники, напоминающие по виду пальму. Тонкий, стройный, обычно неветвящийся ствол с колючими чешуями имеет на вершине крупные короткочерешчатые листья, наподобие розетки. Неомеция (Neomezia), — кустарник высотой не более 10—30 см, с «розеткой» листьев на верхушке. Жакинии — сильно разветвленные, в отличие от остального семейства, невысокие колючие кустарники, изредка — маленькие деревца. Кожистые, цельно-крайние или колючезубчатые, листья очередные, часто расположены на верхушках побегов в ложных мутовках. Прилистники отсутствуют.
Характерная особенность теофрастовых — присутствие под эпидермой склеренхимных волокон. Часто волокна заметны невооруженным глазом. Придают листьям своеобразный шелковистый блеск. Склеренхимные элементы по краю листа у представителей родов клавиха и теофраста придают прочность крупным листьям.
Цветки, обычно крупные и душистые, собраны в верхушечные или боковые кисти, щитки или метелки. У деерэнии соцветие редуцировано до 1 цветка. Цветы обоеполые (у клавихи — полигамно-двудомные), актиноморфные, 4—5-членные, со свободными, редко, у кдлавихи со сросшимися у основания, остающимися при плодах чашелистиками и сростнолепестным, мясистым, с короткой трубкой венчиком. Чашелистики и лепестки с железистыми полосками и точками. Тычинок и лепестков по 5. Тычинки супротивны лепесткам, со свободными или сросшимися в трубку у клавихи нитями, приросшими к трубке венчика близ основания. Пыльники вскрываются продольно, экстрорзные, обычно с надсвязником. Тычиники внутреннего круга фертильные, внешнего круга — лепестковидные у жакинии или похожие на желёзки стаминодии, супротивные чашелистикам. Гинецей из 5 плодолистиков, со столбиком, заканчивающимся цельным или неправильнолопастным дисковидным или коническим рыльцем; завязь верхняя, с многочисленными семязачатками, погруженными в слизь на свободной центральной или редко базальной плаценте.
Плоды — красные, оранжевые, шафранно-желтые, желто-коричневые или зеленоватые сочные ягоды, иногда почти сухие, иераскрывающиеся, с несколькими (3—5) или многочисленными семенами в сладкой слизистой мякоти. Редко — односемянная костянка. Крупные семена с тонкой кожурой, обильным роговидным эндоспермом и прямым зародышем.

## Классификация

### Таксономия
Подсемейство Теофрастовые входит в семейство Первоцветные (Primulaceae) порядка Верескоцветные (Ericales).
|  |                                      |  |                                                             |                                                             |                        |  | ещё 25 семейств (согласно Системе APG II) |                    |                           |         |
|  |                                      |  |                                                             |                                                             |                        |  |                                           |                    |                           | 8 родов |
|  |                                      |  |                                                             | порядок Гвоздичноцветные                                    |                        |  |                                           |                    | подсемейство Теофрастовые |         |
|  |                                      |  |                                                             | порядок Гвоздичноцветные                                    |                        |  |                                           |                    | подсемейство Теофрастовые |         |
|  | отдел Цветковые, или Покрытосеменные |  |                                                             |                                                             | семейство Первоцветные |  |                                           |                    |                           |         |
|  | отдел Цветковые, или Покрытосеменные |  |                                                             |                                                             |                        |  |                                           |                    |                           |         |
|  |                                      |  | ещё 44 порядка цветковых растений (согласно Системе APG II) | ещё 44 порядка цветковых растений (согласно Системе APG II) |                        |  |                                           | ещё 3 подсемейства | ещё 3 подсемейства        |         |
|  |                                      |  |                                                             | ещё 44 порядка цветковых растений (согласно Системе APG II) |                        |  |                                           |                    | ещё 3 подсемейства        |         |

### Представители
Подсемейство делится на две трибы и включает в себя 8 родов:
- Samoleae

- Samolus L. — Самолюс

- Theophrasteae

- Bonellia Bertero ex Colla
- Clavija Ruiz & Pav. — Клавиха
- Deherainia Decne. — Деерэния
- Jacquinia L. — Жакиния
- Neomezia Votsch — Неомеция
- Theophrasta L. — Теофраста
- Votschia B.Ståhl